# Sơn La (provins)
Son La (på vietnamesiska Sơn La) är en provins i Vietnam. Provinsen består av stadsdistriktet Son La (huvudstaden) och tio landsbygdsdistrikt: Bac Yen, Mai Son, Moc Chau, Muong La, Phu Yen, Quynh Nhai, Song Ma, Sop Cop, Thuan Chau samt Yen Chau. 